# 鄧再馨
鄧再馨（?—?），字芳廷，號蘭溪，贵州盤縣人，清朝政治人物、同進士出身。

## 生平
乾隆四十九年（1784年）甲辰科進士，三甲四十九名，改翰林院庶吉士，散館授檢討，官山東萊州府知府，護理登萊青道。